# The Double O
The Double O er en amerikansk stumfilm fra 1921 af Roy Clements.

## Medvirkende
- Jack Hoxie som Happy Hanes
- Steve Clemente som Cholo Pete
- William Berke som Mat Haley
- Ed La Niece som Jim
- Evelyn Nelson som Frances Powell